# Родионов, Пётр Иванович
Пётр Иванович Родионов (род. 26 января 1951, Пржевальск) — генеральный директор АО «Лентрансгаз» (1989—1995), министр топлива и энергетики РФ (1996—1996).

## Биография
Родионов Пётр Иванович родился 26 января 1951 года в Пржевальске Киргизской ССР.
Учился в Ленинградском кораблестроительном институте, окончил Ленинградский политехнический институт им. Калинина по специальности «турбиностроение» в 1978 г., курсы повышения квалификации при Ленинградском финансово-экономическом институте им. Вознесенского, Высшую коммерческую школу при Академии народного хозяйства при Совете Министров СССР и Институт повышения квалификации при Академии народного хозяйства в 1990 г.
Работал инженером Волховского отделения Дирекции строящихся газопроводов, затем — старшим инженером, начальником службы Волховского линейного производственного управления магистральных газопроводов, заместителем начальника Ржевского управления магистральных газопроводов.
В 1984—1988 — главный технолог, начальник отдела ПО «Лентрансгаз».
С 1989 года — генеральный директор АО «Лентрансгаз».
С 1996 по 1997 годы — министр топлива и энергетики РФ, был членом Правительственной комиссии по оперативным вопросам, представителем Правительства РФ в РАО «ЕЭС России». Курировал экономику и финансы. С ноября 1998 г. председатель совета директоров банка «Менатеп —Санкт-Петербург». Сопредседатель Московского международного нефтяного клуба.
C 1997 по 2001 год — заместитель председателя правления РАО «Газпром».
C сентября 2001 года работал в должности первого заместителя председателя правления, курировал экономику и финансы «Газпрома».
Женат. Имеет семерых детей: четырёх сыновей и три дочери.

## Награды
- Орден Дружбы народов.
- Почетный член РАЕН, Почетный работник газовой промышленности РФ.